# Glacier des Sources de l'Isère
Ne doit pas être confondu avec Glacier de l'Isère.
Le glacier des Sources de l'Isère, autrefois glacier de la Galise, est un glacier des Alpes françaises situé en Savoie, à l'est du col de l'Iseran et de la commune-station de Val-d'Isère, en bordure de la frontière italienne.
Composé de plusieurs masses de glaces dominées par la Grande aiguille Rousse, la Petite aiguille Rousse, la pointe du Gros Caval, la cime d'Oin et la cime de la Vache, ses eaux de fonte donnent naissance à l'Isère, l'un des principaux affluents du Rhône.

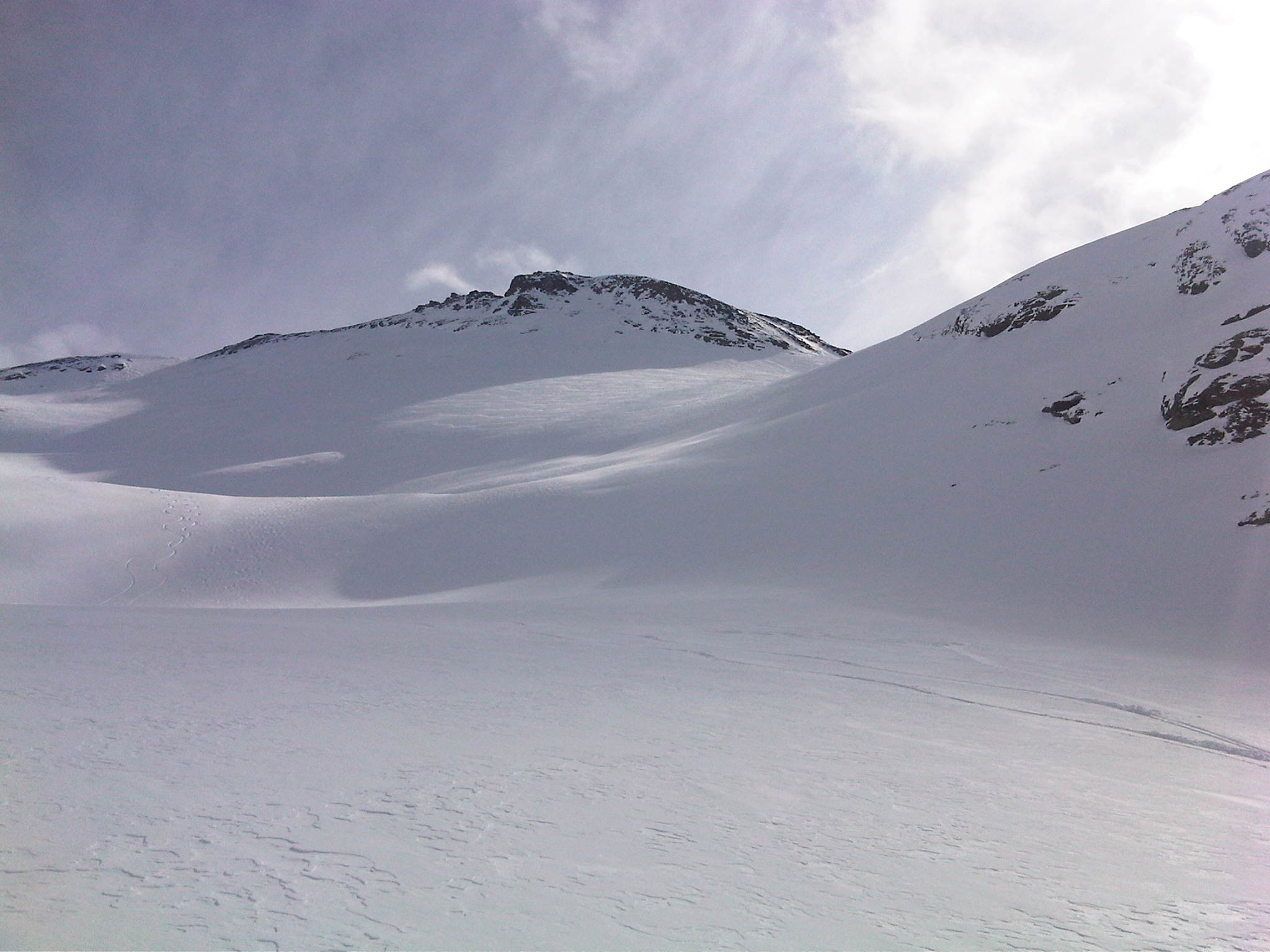
Le glacier des Sources de l'Isère sous la Grande aiguille Rousse.

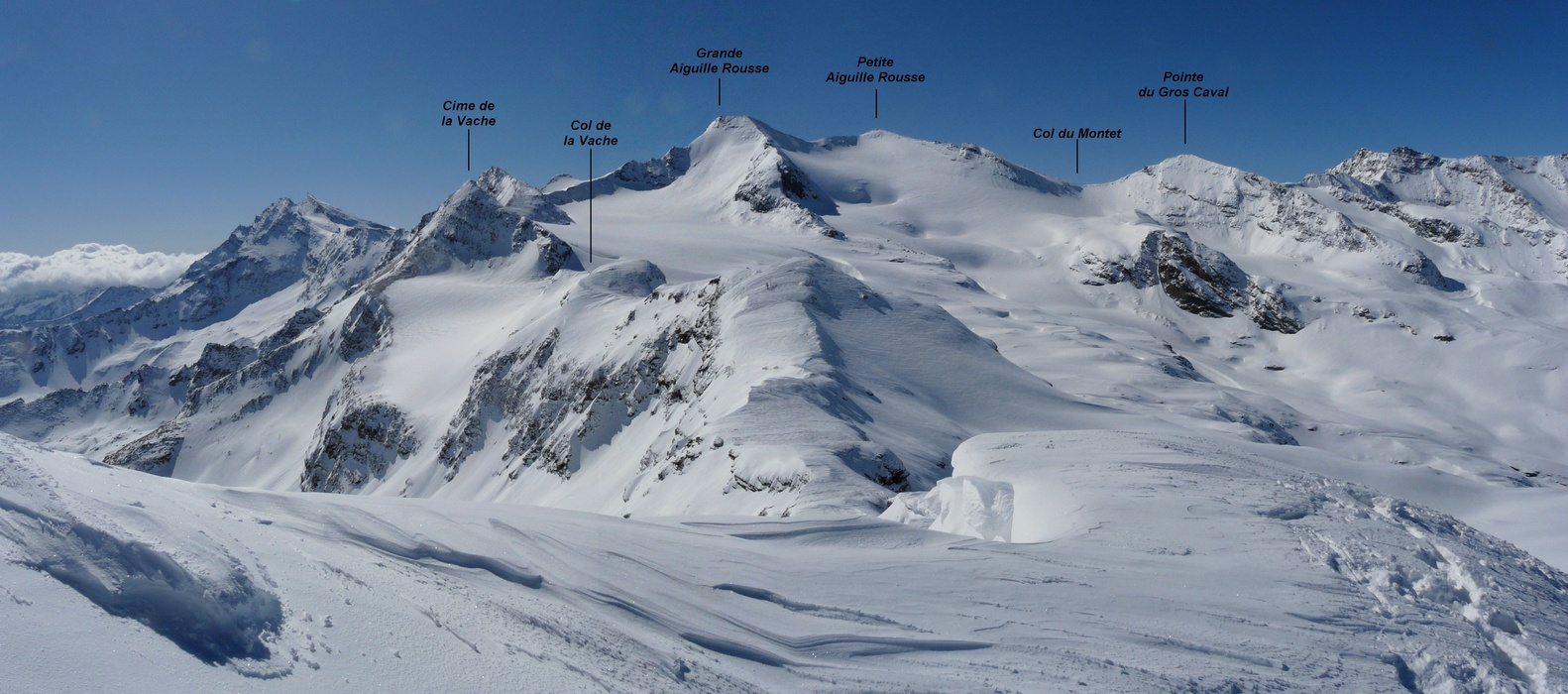
Vue hivernale du glacier des Sources de l'Isère au pied des sommets légendés.